# Fleroya ledermannii
Fleroya ledermannii är en måreväxtart som först beskrevs av Kurt Krause, och fick sitt nu gällande namn av Yun Fei Deng. Fleroya ledermannii ingår i släktet Fleroya och familjen måreväxter. IUCN kategoriserar arten globalt som sårbar. Inga underarter finns listade i Catalogue of Life.